# 1-chloor-2-methylpropaan
1-chloor-2-methylpropaan is een organische verbinding met als brutoformule C4H9Cl. De stof komt voor als een kleurloze vloeistof, die onoplosbaar is in water.

## Toxicologie en veiligheid
De stof ontleedt bij verbranding, met vorming van giftige en corrosieve dampen, onder andere waterstofchloride en fosgeen. 1-chloor-2-methylpropaan reageert hevig met sterk oxiderende stoffen en metaalpoeders, waardoor kans op brand en ontploffing ontstaat.